# De teenloze adelaar
De teenloze adelaar is een stripalbum dat voor het eerst is uitgegeven in juni 2005 met Lax (Christian Lacroix) als schrijver, tekenaar en inkleurder en Didier Gonord als grafisch vormgever. Deze uitgave werd uitgegeven door Dupuis in de collectie Vrije Vlucht en gaat over de beginjaren van de wielersport.